# 唐丹鸿
唐丹鸿（1965年11月—），生于四川成都。1986年毕业于四川大学图情系，在华西医科大学图书馆工作四年后退职。91-92年在成都一家画廊打工。94年11月起经营卡夫卡书店，98年2月拍摄第一部纪录片《楚布寺》。在成都万象纪录片制作公司任编导至今。主要作品有《扎溪卡》、《降神者尼玛》、《在轮回之门--藏族人的丧葬习俗》、《顶级探险---98雅鲁藏布江漂流探险》、《夜莺不是唯一的歌喉》。